# Spinimegopis curticornis
Spinimegopis curticornis är en skalbaggsart som beskrevs av Komiya och Alain Drumont 2007. Spinimegopis curticornis ingår i släktet Spinimegopis och familjen långhorningar. Inga underarter finns listade i Catalogue of Life.